# دايفيد فريدلاندر
دايفيد فريدلاندر (بالألمانية: David Friedländer)‏ (و. 1750 – 1834 م) هو لغوي، وكاتب، ومصرفي، ومترجم، وشخصية عامة ألماني، ولد في كونيغسبرغ، توفي في برلين، عن عمر يناهز 84 عاماً.

## روابط خارجية
- دايفيد فريدلاندر على موقع الموسوعة البريطانية (الإنجليزية)